# Stade Omnisports Idriss Mahamat Ouya
Stade Omnisports Idriss Mahamat Ouya – to wielofunkcyjny stadion w Ndżamenie w Czadzie. Jest obecnie używany głównie dla meczów piłki nożnej. Stadion mieści 30 000 osób. Obecnie jest domową areną piłkarskiej narodowej reprezentacji.